# Craterul Ternovka
Craterul Ternovka este un crater de impact meteoritic în Regiunea Dniepropetrovsk, Ucraina.

## Date generale
Acesta este de 11 km în diametru și are vârsta estimată la 280 ± 10 milioane ani (Permian). Craterul nu este expus la suprafață.